# Брагея
Брагея, или Брахея (лат. Brahea) — род однодольных растений семейства Пальмовые (Arecaceae) порядка Пальмоцветные (Arecales). Род назван в честь датского астронома Тихо Браге.

## Ботаническое описание

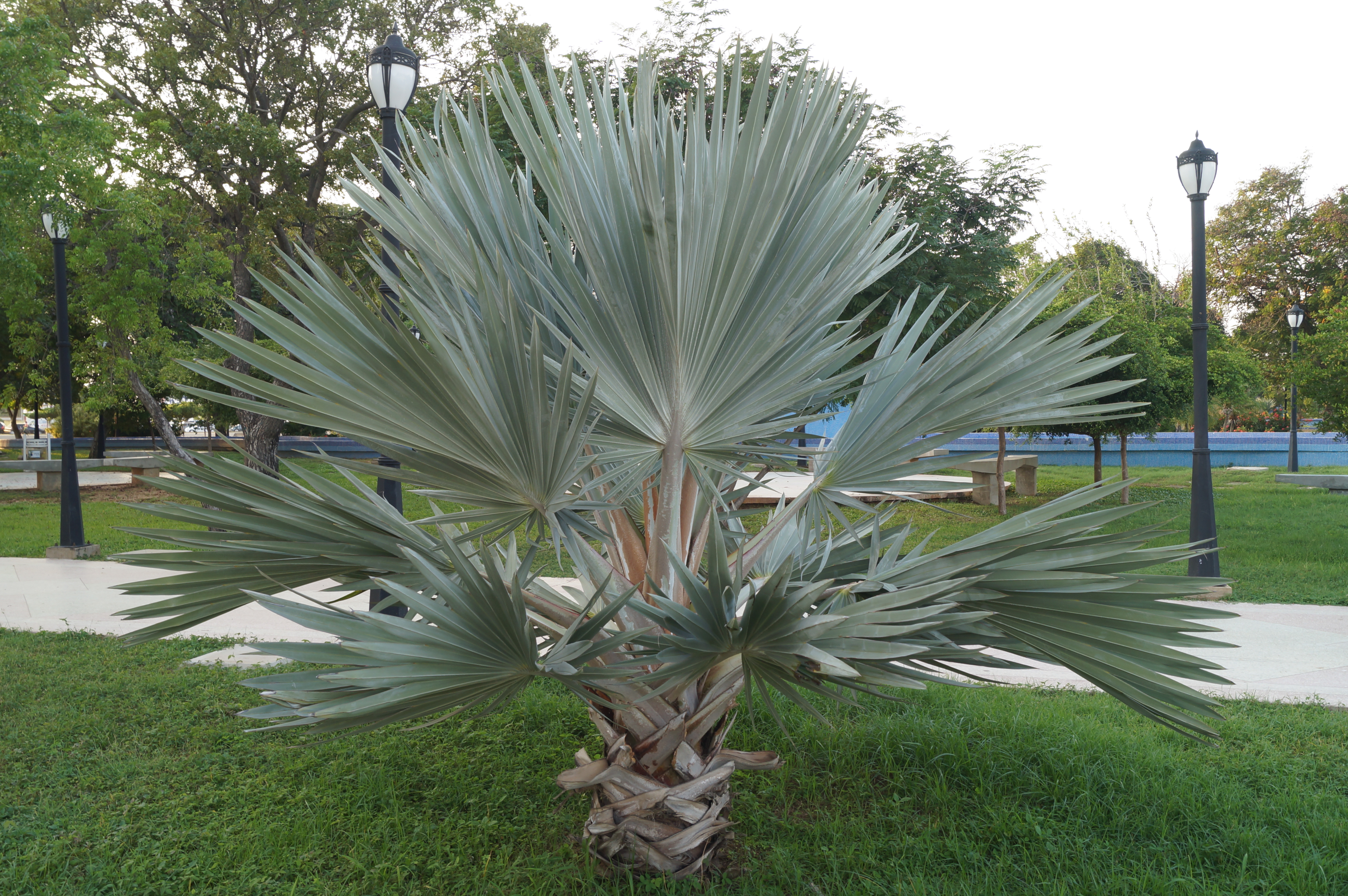
Брахея вооружённая

Деревья до 12—15 м высотой. Нижняя часть ствола голая, слегка рубчатая, верхняя часть покрыта остатками листовых влагалищ.
Листья веерообразные вечнозелёные, в очертании округлые, глубоко рассечённые на сегменты. Черешок по краям гладкий или с шипами, на конце продолжается в листовую пластинку в виде стержня.
Соцветия сложнометельчатые, длиной до 5 м, белоопушённые. Цветки собраны по 3, сидячие, обоеполые, желтовато-зелёные; чашечка бокаловидная состоит из 3 яйцевидно-треугольных чашелистиков при основании зелёных, выше беловато-жёлтых; венчик состоит из 3 треугольных, заострённых лепестков, которые вдвое длиннее чашелистиков; тычинок 6, завязь состоит из трёх продолговатых плодолистиков.
Плод шаровидный или яйцевидный, с мясистой оболочкой.

## Распространение и экология
Представители этого рода произрастают на острове Гваделупа и на известняковых скалах в засушливых горных областях Мексики и Центральной Америки (Гватемала, Сальвадор, Гондурас).
Декоративные засухоустойчивые пальмы. Культивируются в странах с субтропическим климатом. В России в культуре встречаются два вида на Черноморском побережье.

## Классификация
Согласно данным The Plant List, род содержит 11 видов.
- Brahea aculeata (Brandegee) H.E.Moore
- Brahea armata S.Watson — Брагея вооружённая
- Brahea brandegeei (Purpus) H.E.Moore
- Brahea calcarea Liebm.
- Brahea decumbens Rzed.
- Brahea dulcis (Kunth) Mart. — Брагея сладкая
- Brahea edulis H.Wendl. ex S.Watson — Брагея съедобная
- Brahea moorei  L.H.Bailey ex H.E.Moore
- Brahea pimo Becc.
- Brahea salvadorensis H.Wendl. ex Becc.
- Brahea sarukhanii H.J.Quero